# Joseth Peraza
Joseth Gael Peraza Serrano (ur. 9 grudnia 2004 w Heredii) – kostarykański piłkarz występujący na pozycji środkowego obrońcy, od 2020 roku zawodnik San Carlos.